# آلن هیوز
آلن هیوز (انگلیسی: Alan Hughes؛ زادهٔ ۵ اکتبر ۱۹۴۸) بازیکن فوتبال  اهل بریتانیا است.
از باشگاه‌هایی که در آن بازی کرده‌است می‌توان به باشگاه فوتبال لیورپول اشاره کرد.